# Chân như
Chân Như (zh. 真如, sa., pi. tathatā, bhūtatathatā) là một khái niệm quan trọng của Đại thừa Phật giáo, chỉ thể tính tuyệt đối cuối cùng của vạn sự. Chân như chỉ thể tính ổn định, thường hằng, nằm ngoài mọi lý luận nhận thức. Chân như nhằm chỉ cái ngược lại của thế giới hiện tượng thuộc thân thuộc tâm. Tri kiến được Chân như tức là Giác ngộ, vượt khỏi thế giới nhị nguyên, chứng được cái nhất thể của khách thể và chủ thể. Chân như đồng nghĩa với Như Lai tạng, Phật tính, Pháp thân.

## Các thuật ngữ
Sau đây là một số thuật ngữ bao gồm từ Chân như thường gặp:
- Chân như pháp giới (zh. zhēnrú făjiè 眞如法界, ja. shinnyo hōkai) là Pháp giới của chân như. Vì Pháp giới và Chân như cơ bản hàm ý như nhau nên đây chỉ là một cách gọi thể tính chân như mà chư Phật cảm nhận được.
- Chân như tính khởi (zh. zhēnrú xìngqĭ 眞如性起, ja. shinnyo shōki) chỉ sự sinh khởi của mọi hiện tượng tùy thuộc hoặc nương vào Chân như.
- Chân như tướng (zh. zhēnrú xiāng 眞如相, ja. shinnyosō) chỉ tướng thứ 8 trong "Thập hồi hướng" theo pháp tu của hàng Bồ Tát. Giai vị mà hàng Bồ Tát dùng trí huệ trung đạo để làm sáng tỏ tính chất hữu vô của các pháp, và thấy các pháp đều là chân như pháp giới.
- Chân như vô vi (zh. zhēnrú wúwéi 眞如無爲, ja. shinnyomui) là một trong 6 pháp vô vi trong giáo lý [[Duy

thức]]. Chân như là thể tính chân thực của mọi hiện tượng. Chân như được gọi là vô vi vì ý niệm rằng ngay cả trí huệ giác ngộ của chư Phật tự nó vốn chẳng thực là chân như, bởi vì trí huệ giác ngộ được xếp vào những pháp hữu vi.